# Arrondissement de Villefranche
L'arrondissement de Villefranche est un ancien arrondissement français du département de la Haute-Garonne créé le 17 février 1800 et supprimé le 10 septembre 1926. Son chef-lieu était Villefranche (aujourd'hui Villefranche-de-Lauragais). Les cantons furent rattachés à l'arrondissement de Toulouse.

## Composition
Il comprenait les cantons de Caraman, Lanta, Montgiscard, Nailloux, Revel et Villefranche.

## Sous-préfets
- Charles-Aristide de La Coste (17 mars 1819 - ).

## Liens
http://www.napoleon-series.org/research/almanac/c_chapter10.html